# Ruger Red Label
A Ruger Red Label foi uma espingarda de cano duplo, de canos sobrepostos, produzida pela Sturm, Ruger & Co sob a direção de William B. Ruger.

## História
Quando a Browning Superposed foi lançada em 1931, os esportistas americanos logo se apaixonaram pelo conceito de uma espingarda de canos sobrepostos. Ao contrário das espingardas de cano duplo tradicionais de canos lado a lado, que apresentam problemas com pontos de mira e recuo, uma espingarda com dois canos sobrepostos oferece um único plano de mira e recuo mais leve. A Superposed tornou-se a primeira espingarda Over/Under (O/U) produzida em massa. Na década de 1970, a Browning Superposed, de fabricação belga, e outras espingardas over and under importadas da Europa tornaram-se tão caras que estavam fora do alcance da maioria dos atiradores americanos, e não havia espingardas over and under produzidas no país que não custassem mais.
A Red Label foi introduzida em 1977 no calibre 20 com um cano de 26" pelo preço de US$ 480. Na época, a Remington Modelo 3200 era a única outra espingarda over-under de alta qualidade, fabricada nos Estados Unidos, e era quase o dobro do preço. A Red Label rapidamente se tornou um sucesso entre o público de tiro americano por sua acessibilidade, confiabilidade e manuseio. Permaneceu em produção por mais de três décadas. Em 1979, a Ruger começou a oferecer a Red Label no calibre 12 e, posteriormente, uma versão reduzida no calibre 28 (1994). O projeto da espingarda surgiu da visão de William B. Ruger de criar uma espingarda over-and-under de alta qualidade, fabricada nos Estados Unidos. Para conseguir isso e colocar a qualidade no mesmo nível das espingardas europeias feitas à mão, a Ruger investiu em maquinário caro para fazer a maior parte do trabalho.